# Weissia brachypoma
Weissia brachypoma là một loài rêu trong họ Pottiaceae. Loài này được C.C. Towns. mô tả khoa học đầu tiên năm 1981.